# 차세대디자인리더

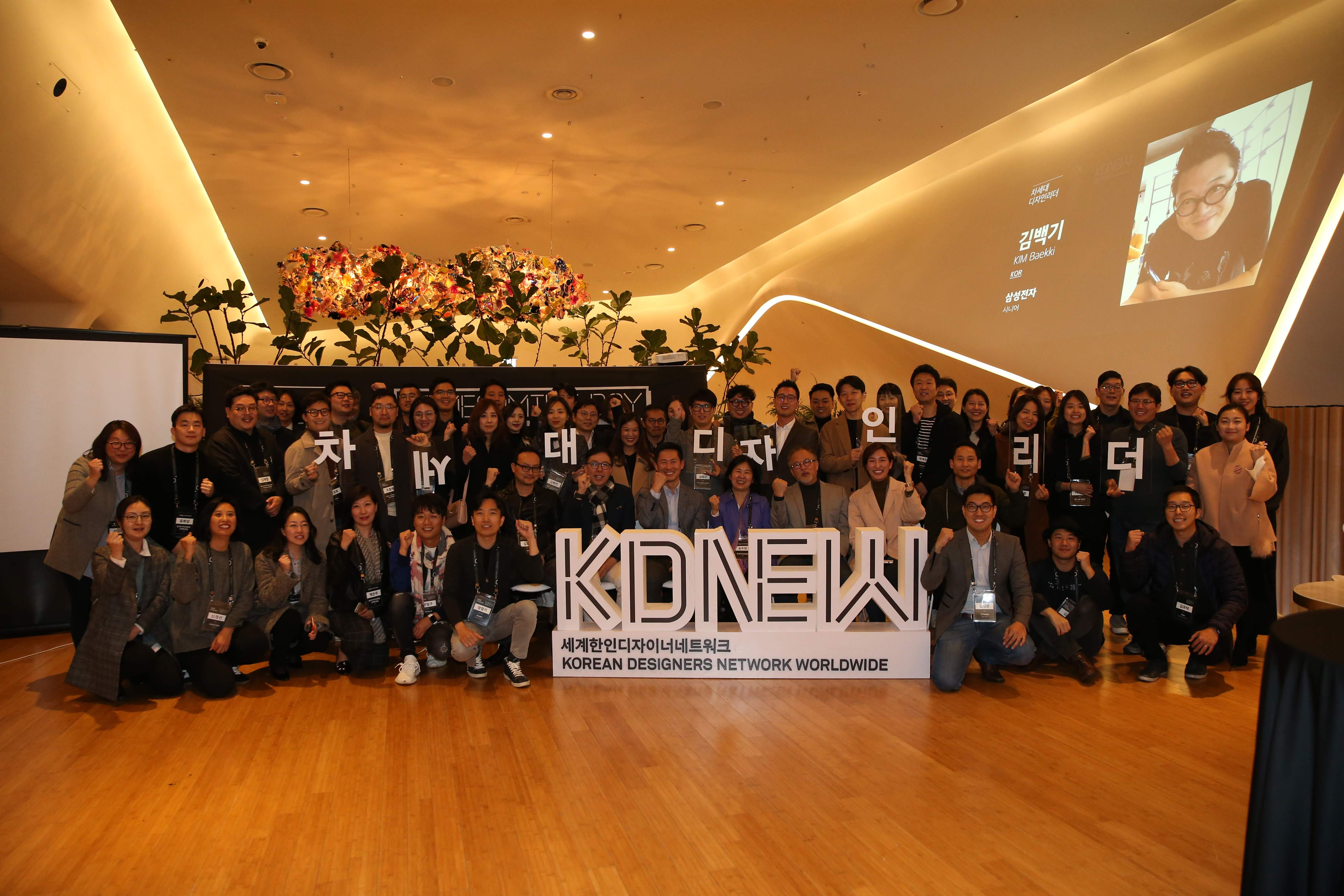
2018년 차세대디자인리더X세계한인디자이너네트워크 홈커밍데이

차세대디자인리더는 산업통상자원부와 한국디자인진흥원이 매일경제신문의 후원으로 한국을 대표하는 세계적인 디자이너를 배출함으로써 국가 이미지 및 브랜드를 제고하고자 2004년부터 시행했던 디자이너 육성 프로그램이다.

## 주요 성과
- 2005년 1월 6일 제1기(2004년) 차세대디자인리더로 선도디자이너부문(경력 3년 이상 실무자)에서 이돈태, 이주희, 송희원, 홍수원, 설은아가 선정되고 신세대디자이너부문(대학생 혹은 실무경력 3년 미안)에서 박형민이 발탁되었다.[3]
- 2012년 사업이 종료되고 지난 8년간 총 152명의 디자이너가 선정되었다.[4]
- 2012년 집계 결과 밀라노디자인박람회 등 해외 디자인박람회 출품 건수가 556건에 달하고 해외 디자인상 수상 84명(271건), 세계 3대 디자인어워드 수상 29명(77건), 해외 주요 언론 보도 210회 이상 등이었다. 지식재산권 등록은 34건, 출원이 94건에 달했다.[5]
- 2016년 세계한인디자이너네트워크(KDNEW)를 발족했다.[5]
- 2018년 동대문디자인플라자에서 홈커밍데이를 개최하며 역대 차세대디자인리더들을 한 자리에 모았다.[5]

## 역대 차세대디자인리더 명단
| 기수           | 명단 |
| -------------- | --- |
| 1~3기 (2004년) | 설은아 이주희 이돈태 송희원 홍수원 박형민 |
| 1~3기 (2004년) | 권혁 김윤경 김형정 안기영 유성자 이대석 이상훈 최준영 하지훈 손주영 |
| 1~3기 (2004년) | 박진우 엄세영 김영윤 박찬휘 |
| 4~5기 (2005년) | 김수미 김태완 안상균 이상진 조민상 김동규 이석우 양성구 정보영 최윤경 |
| 4~5기 (2005년) | 구민철 유영규 김기덕 김정훈 김현빈 이길옥 이장섭 이정인 임지동 정연우 |
| 6기 (2006년)   | 김선태 김정윤 양요나 오세환 이정연 황윤혜 김건동 김민규 김소형 박상욱 양연주 양현진 은진표 임승모 장수현 전진수 정재경 정진열 조성호 황수현                                                  |
| 7기 (2007년)   | 노승관 양수인 옥준호 유혜영 임현택 정명용 조홍래 강준 김숙연 김영나 김창덕 김현주 나유리 박나라 박현준 서호영 성정기 안대경 여미영 원하연 윤수한 이경민 이보경 이성용 이정훈 이푸로니 황소인 |
| 8기 (2008년)   | 김지훈 양재원 김승연 김지혜 김황 박경현 박재문 석재원 송지연 윤정연 이동윤 이승호 정명택 조민지 조신형 조은환 차일구 한윤정                                                                  |
| 9기 (2009년)   | 권순한 김백기 김보성 김성준 김지환 남상우 송봉규 송원준 신종필 오경민 이달우 이여름 이진윤 주홍규 최민규 최예주                                                                              |
| 10기 (2010년)  | 김상훈 김준수 김채영 남혜연 백자현 변동진 신유경 이경의 정성모 정혜림 채정우 황진석 |
| 11기 (2011년)  | 박윤녕 박제성 박지원 신태호 안지용 우기하 윤성문 윤신원 최창학 최희선 |
| 12기 (2012년)  | 권선영 이기승 이송희 강이룬 김재경 노일훈 유화성 이도영 |